# Zeina Mickawy
Zeina Mickawy (* 17. Oktober 1998 in Alexandria) ist eine ägyptische Squashspielerin.

## Karriere
Zeina Mickawy begann ihrer Karriere im Jahr 2016 und gewann bislang drei Titel auf der PSA World Tour. Ihre beste Platzierung in der Weltrangliste erreichte sie mit Rang 20 im August 2019. 2016 stand sie dank einer Wildcard erstmals im Hauptfeld der Weltmeisterschaft. Im Jahr darauf gelang ihr erstmals die Qualifikation.

## Erfolge
- Gewonnene PSA-Titel: 3